# O Leopardo (telenovela)
O Leopardo é uma telenovela brasileira produzida e exibida pela RecordTV entre 4 de setembro e 16 de dezembro de 1972, em 120 capítulos, substituindo Os Fidalgos da Casa Mourisca e encerrando o horário das 19h15 naquela primeira fase de dramaturgia da emissora. Foi escrita por Ivani Ribeiro sob o pseudônimo de Arthur Amorim, com a colaboração de Dárcio Ferreira, e direção de Waldemar de Moraes.
Conta com Altair Lima, Maria Estela, Laura Cardoso, Rogério Márcico, Lia de Aguiar, Fernando Balleroni, Jonas Mello e Rodolfo Mayer nos papéis principais.

## Produção
Ivani na época era contratada da Rede Tupi, onde inclusive estava prestes a estrear Camomila e Bem-me-quer, porém teve a ideia de uma nova história e, sem querer esperar o próximo ano, passou a escrever O Leopardo para a Record sob o nome de Arthur Amorim sem que ninguém soubesse, tendo duas novelas no ar ao mesmo tempo em emissoras concorrentes. A Tupi soube da quebra de contrato com O Leopardo ainda no ar, mas não tomou nenhuma medida judicial temendo perder Ivani, que era a principal autora da emissora e líder de audiência.

## Enredo
Vito de Almeida, um homem egoísta e dominador, sentindo-se desprezado por Ângela, passa a subjugá-la, por meio de chantagem. Ela submete-se, a fim de proteger o irmão, acusado por ele.
Ângela compara Vito a um leopardo, tal a sua frieza e perversa determinação contra as suas presas. Ela é forçada a desmanchar o noivado para casar-se com seu impiedoso carrasco. Porém, com o tempo, Vito passa a amar profundamente a pobre moça.

## Elenco
| Ator/Atriz          | Personagem         |
| ------------------- | ------------------ |
| Altair Lima         | Vito de Almeida    |
| Maria Estela        | Ângela Gonçalves   |
| Laura Cardoso       | Carmem Helena      |
| Rogério Márcico     | Odilon             |
| Lia de Aguiar       | Ester Gonçalves    |
| Fernando Balleroni  | Seu Nonô Gonçalves |
| Jonas Mello         | Otávio Gonçalves   |
| Rodolfo Mayer       | Padre Júlio        |
| Márcia Real         | Odete de Almeida   |
| Silvana Lopes       | Amália de Almeida  |
| David Neto          | Laerte de Almeida  |
| Eduardo Abbas       | Ataliba de Almeida |
| Cléo Ventura        | Lua                |
| Lucy Meirelles      | Celina             |
| Kate Hansen         | Marília            |
| Régis Monteiro      | Edgar              |
| Marlene Costa       | Iara               |
| Cristina Martinez   | Vivi               |
| Floriza Rossi       | Zuleica            |
| Thilde Francheschi  | Fabi               |
| Cristina Mara       | Chavinha           |
| Jovelthy Archângelo | Elenita            |
| Osmano Cardoso      | Wilson             |
| Douglas Mazzola     | Cuca               |
| Elisa D'Agostino    | Marianinha         |

### Participações especiais
| Ator/Atriz     | Personagem |
| -------------- | ---------- |
| Roberto Bolant | Dr. Heitor |